# Neudorf bei Parndorf
Neudorf  (Mosonújfalu em húngaro, Novo Selo em croata), é um município na Áustria, do estado da Burgenlândia (Burgenland).

## Geografia
Localizado ao leste do país no distrito Neusiedl am See, que faz a parte da Planície da Panónia.
15 quilômetros ao sul está situado Lago de Neusiedl (Neusiedler See).

## Historia
Até 1920/21 toda área pertencia ao Reino da Hungria e desde 1898 a freguesia chamava-se Mosonújfalu. Após a assinatura do Tratado de Trianon a Áustria recebeu a Burgenland (4.000 km²).